# Kompanibefäl
Kompanibefäl (KB) är en befälsnivå i Försvarsmakten som omfattar graderna fänrik, löjtnant och kapten, respektive kompetensnivåerna 6-5. De grader som motsvarar kompanibefäl innehåller yrkesofficerare, reservofficerare och värnpliktiga. Kompanibefäl skall ej förväxlas med befälskåren kompaniofficer som infördes genom 1972 års tjänsteställningsreform i Krigsmakten. Även den då införda befälskåren regementsofficer kunde vara kompanibefäl.

## Befälsnivåer
| Befälsnivå       | Grad            |
| ---------------- | --------------- |
| Generalspersoner | General         |
| Generalspersoner | Generallöjtnant |
| Generalspersoner | Generalmajor    |
| Generalspersoner | Brigadgeneral   |
| Regementsbefäl   | Överste         |
| Regementsbefäl   | Överstelöjtnant |
| Regementsbefäl   | Major           |
| Kompanibefäl     | Kapten          |
| Kompanibefäl     | Löjtnant        |
| Kompanibefäl     | Fänrik          |

## Värnpliktigt kompanibefäl
Kompanibefälsvärnpliktiga (KB) var värnpliktigt befäl som efter genomförd grundutbildning blev krigsplacerade som värnpliktsofficerare, med fänrik som grad. Värnpliktigt kompanibefäl utbildades endast i armén och utbildningstiden för kunde variera mellan lägst 415 och högst 615 dagar, beroende på truppslag och befattning. Kompanibefälselever genomförde antingen kompanibefälsskola som så kallat försteg i början av den militära grundutbildningen, eller plutonsbefälsskola med en kompletterande kadettskola som utbildningens sista steg. Idag utbildas inga kompanibefäl.